# Фельм
Фельм (нем. Felm) — община в Германии, в земле Шлезвиг-Гольштейн. 
Входит в состав района Рендсбург-Экернфёрде. Подчиняется управлению Денишер Вольд.  Население составляет 1087 человек (на 31 декабря 2010 года). Занимает площадь 15,33 км².